# Dicliptera hirta
Dicliptera hirta är en akantusväxtart som beskrevs av K. Balkwill. Dicliptera hirta ingår i släktet Dicliptera och familjen akantusväxter. Inga underarter finns listade i Catalogue of Life.